# Ренський Михайло Дмитрович
Миха́йло Дми́трович Ре́нський (*1882, Чухлома — †20 вересня 1960, Лохвиця) — український краєзнавець, археолог, спеціаліст з виведення нових сортів тютюну й махорки.

## Життєпис
Народився  15 (3) листопада 1882 р. у місті Чухлома, Костромської губернії Російської імперії (нині — Чухломський район, Костромська область РФ) у родині секретаря місцевої земської управи, колезького регістратора Дмитра Філософовича Ренського і його дружини Надії Володимирівни.
1908 року закінчив Київський політехнічний інститут, агрономічний відділ, в 1909—1917 роках працював в лохвицькому Товаристві сільських господарів — вчений секретар.
В тому ж часі — в царині облаштування дослідних тютюнових дільниць — в Тамбовській губернії, Кірсановська та Воронезька волості, також в Ніжинському повіті, в Бесарабській губерніях.
Протягом 1912—1913 років склав унікальний огляд російських видань з тютюнництва.
Був засновником та працював на Лохвицькій науково-дослідній станції тютюну й махорки. Сам вивів кілька нових високопродуктивних сортів.
Працював науковцем у тютюнництві з 1916 р. до 1959 рік.
З 1917 року працював у Харківському історичному архіві з вивчення історії економіки й господарства.
Довгий час здійснював роботи на громадських засадах науковим співробітником Лохвицького краєзнавчого музею, також проводив археологічні дослідження. Де ознайомився з матеріалами про історію та археологію слов'янських поселень Лівобережної України, відвідував лекції в Археологічному інституті АН УРСР.
В 1918—1919 роках ознайомлювався з матеріалами у книгозбірні Наукового товариства ім. Шевченка у Києві.
Написав рукописну працю «Гадяцький замок, його доходи і господарство у першій половині 18 ст.» — отримала позитивну оцінку від професора Дмитра Багалія.
В 1919—1924 роках керував розкопками у Лохвицькому повіті, зокрема, біля села Скоробагатьки Лохвицькі — теперішня Гаївщина.
1921 року щодо результатів розкопок мав доповідь на семінарі професора О. С. Федоровського «Городища та могильники колишнього Лохвицького повіту».
З 1925 року — співробітник Лохвицької тютюнової дослідної станції, в 1935—1938 — її директор, з 1938 — заступник директора об'єднання «Укрмахорфілія» з наукової роботи, старший науковий співробітник, з 1938 — керівник групи селекції тютюнової дослідної станції у Лохвиці.
1927 року проводив археологічні дослідження на Харченкових Хуторах — знаходилися між селами Бербениці та Богодарівка Лохвицького району (черняхівська культура).
Виїздив на місця, де руйнувалися археологічні пам'ятки, проводив збір матеріалів для музею; у фондах Інституту археології НАН України зберігаються його звіти.
Помер у місті Лохвиця Полтавської області УРСР.